# Basilica inferiore di San Francesco d'Assisi

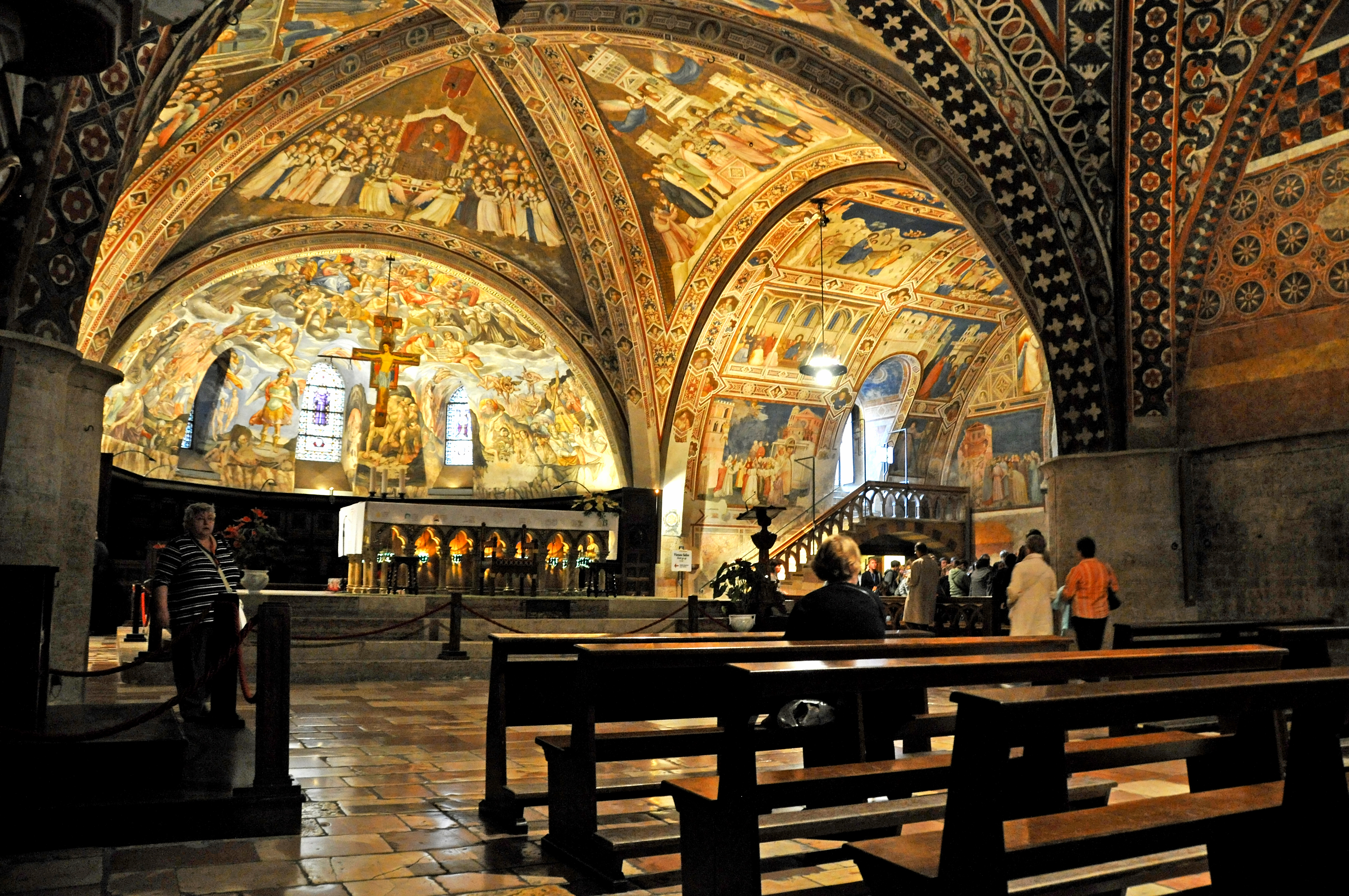
Interno della basilica inferiore

La basilica inferiore di San Francesco d'Assisi è una delle due strutture che compongono la basilica di San Francesco ad Assisi, assieme con la basilica superiore. Dotata di cripta (in cui si trovano le spoglie del santo e dei suoi più stretti confratelli) e affrescata splendidamente da alcuni dei più grandi artisti del Trecento italiano, vi si accede dalla piazza inferiore di San Francesco, attraverso un portale che immette, a causa della pendenza del colle, nel lato sinistro della navata.

## Descrizione

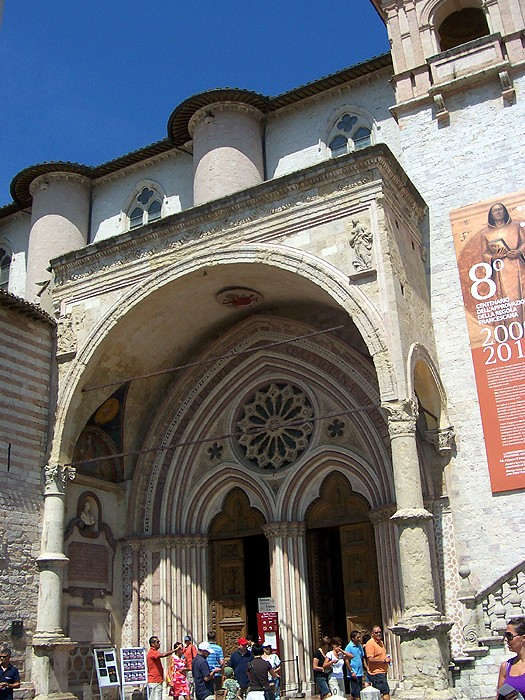
Il portale di ingresso

L'ingresso nella chiesa avviene mediante un elegante portale gemino della seconda metà del Duecento, sormontato da un rosone e preceduto da un protiro rinascimentale opera dello scultore Francesco di Bartolomeo da Pietrasanta. È composto da un arco sorretto da due colonne con attico decorato da mosaici (San Francesco benedicente) e da un fregio a due festoni. Il portale gotico venne ultimato prima del 1271.
Le ante lignee sono di Niccolò Ugolinuccio da Cagli (sinistra, 1550) e Pompeo Scurscione da Foligno (la destra, 1573).
L'interno è a forma di croce egizia a navata unica a cinque campate, coperte da basse arcate con volte a crociera costolonate, mentre il transetto è chiuso da volte a botte. Sebbene il lessico sia per lo più gotico, la gravità della struttura rimanda ancora allo stile romanico. La prima campata venne allungata lateralmente quasi a formare un lungo nartece dalle forme più decisamente gotiche, in fondo al quale, sul lato opposto al portale, si trova l'abside poligonale della cappella di Santa Caterina (o del Crocifisso) e quella, parallela alla navata, della cappella di Sant'Antonio Abate.
L'accesso alle cappelle laterali è scandito lungo la navata da grandi archi a sesto acuto.

### La campata d'ingresso
La campata d'ingresso alla basilica inferiore fu edificata nel 1271, quando furono aggiunte alla chiesa originaria del 1230 due campate. Questa parte della basilica inferiore è oggi destinata alle celebrazioni ordinarie della messa ed è decorata con pitture di maestri seicenteschi.
Subito a sinistra del portale si trova la piccola cappella di San Sebastiano, affrescata nel 1646 su commissione di Valerio e Ortensia Paci da Girolamo Martelli con San Sebastiano di fronte a Diocleziano e San Sebastiano curato da Irene. Il pittore dipinse anche la pala d'altare raffigurante la Madonna col Bambino e San Sebastiano. Nella parete attigua a destra si trova l'affresco della Madonna della Salute di Ottaviano Nelli (1422) e altri affreschi di Cesare Sermei e Girolamo Martelli (1646-1647). Sul lato opposto un monumento sepolcrale, opera trecentesca con edicola a baldacchino in stile gotico, ospita la sepoltura di Giovanni dei Cerchi sormontato da un vaso di porfido a due manici dono di una regina di Cipro, forse Isabella d'Ibelin morta nel 1267, realizzato all'inizio del XV secolo. Dall'isola greca proverrebbe anche la mensa d'altare fatta con un unico lastrone di pietra.
Vicino al centro della campata, quasi in asse con l'altare maggiore, si vede il pulpito-cantoria, eretto su un monumento sepolcrale trecentesco ad opera della famiglia Nepis nel 1458. Opera di un artista locale, presenta ornature in maiolica e un parapetto seicentesco. Il davanzale ha tarsie marmoree in bianco e rosso del Subasio (rifatte nel 1657) in cui si trovano specchiature con sopra scolpiti, a caratteri dorati, i testi di tre bolle papali che elencano i privilegi della basilica. La lunetta ha un affresco (Incoronazione della Vergine e l'Eterno) di Girolamo Martelli.
Poco oltre segue il monumento sepolcrale a Giovanni di Brienne, re titolare di Gerusalemme e imperatore di Costantinopoli (come ricorda lo stemma), opera di uno scultore della fine del Duecento fortemente influenzato dal gotico francese. Vi si trovano illustrati un personaggio incoronato sul letto di morte e uno a cavallo di un leone con le gambe accavallate, dalle vaghe fattezze femminee. Gli affreschi in questa parte della campata sono di Cesare Sermei (1645).

#### Cappella di Sant'Antonio Abate
La cappella di Sant'Antonio Abate si trova nella parte più a nord della campata d'ingresso ed ha forma poligonale. Vi sono presenti due monumenti sepolcrali, uno a Blasco Fernandez e l'altro al figlio Garcia, uccisi mentre erano in visita nel Ducato di Spoleto, nel 1367. I monumenti sono opera di un artigiano locale del secolo XIV.
Da una porta nella parete sinistra si può raggiungere il cimitero, un tempo chiostrino, composto da un doppio ordine di logge su progetto dei lapicidi lombardi Pietro e Ambrogio nel 1492-1493. Sul pavimento e alle pareti si trovano tombe trecentesche.

#### Cappella di Santa Caterina
Di fronte all'ingresso si trova la cappella di Santa Caterina, o del Crocifisso, costruita prima del 1343, in cui venne sepolto il cardinale Egidio Albornoz, prima che la salma fosse traslata in Spagna nel 1372. La cappella, pure dalla forma poligonale e rivestita in basso da marmi bianchi e rossi, è decorata con un ciclo di affreschi dedicati a santa Caterina, opera del bolognese Andrea Bartoli (1368). Lo stesso autore eseguì il Ritratto del cardinale Albornoz in ginocchio davanti a tre santi. Spiccano le bifore, con le vetrate trecentesche che ritraggono diciotto santi, disegnate probabilmente dallo stesso Andrea da Bologna ed eseguite da Giovanni di Bonino e collaboratori.
Il crocifisso ligneo policromo sull'altare è della fine del Quattrocento.

### La navata

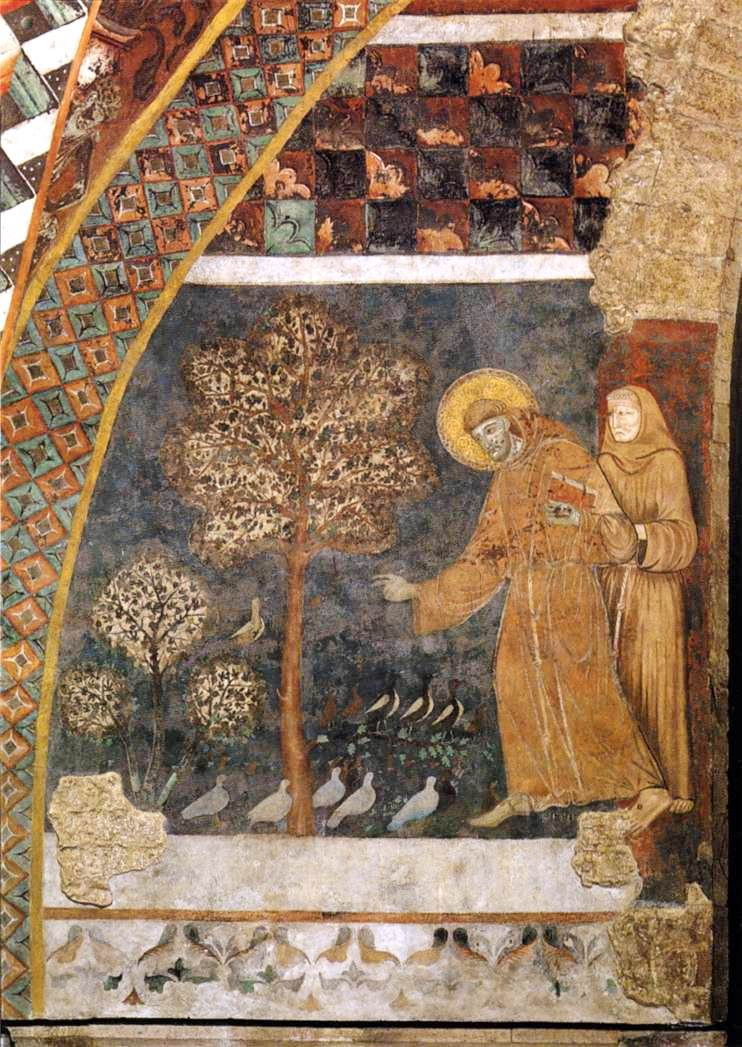
Maestro di San Francesco, Predica agli Uccelli

L'interno della basilica inferiore ha una pianta a forma di croce commissa (o egizia) che ricorda un Tau, simbolo caro a Francesco. Alla fine del XIII secolo viene modificata l'iniziale struttura romanica (un'unica navata scandita da quattro campate) e vi vengono aggiunte sia le cappelle lungo le pareti laterali sia l'atrio d'ingresso. L'introduzione delle cappelle ha costretto la chiusura delle finestre lungo la navata creando una penombra che induce al raccoglimento. Il pavimento pende leggermente verso l'altare maggiore.
Sulle pareti della navata centrale sono dipinti alcuni brani di affreschi raffiguranti Storie della vita di san Francesco e Storie della passione di Cristo, andati perduti per la maggior parte a seguito dell'apertura delle cappelle laterali. Il ciclo di affreschi è il più antico del complesso basilicale e risale al 1253 circa. È attribuito ad un maestro umbro, influenzato dalla pittura di Giunta Pisano (denominato dalla critica d'arte il Maestro di San Francesco), e riveste un particolare interesse dal punto di vista iconografico, per tracciare lo sviluppo delle storie del santo di Assisi prima delle celebri scene della basilica superiore.
Gli affreschi superstiti mostrano:
Storie della passione di Cristo (parete destra)
- Apparecchio della Croce
- Crocifissione
- Deposizione
- Compianto
- Apparizione di Cristo in Emmaus
- Madonna col Bambino e un angelo (di fronte al trono papale)

Storie della vita di san Francesco (parete sinistra)
- Rinuncia ai beni terreni
- Innocenzo III vede in sogno san Francesco che sorregge il Laterano
- Predica agli uccelli
- Miracolo delle stimmate
- Morte di san Francesco

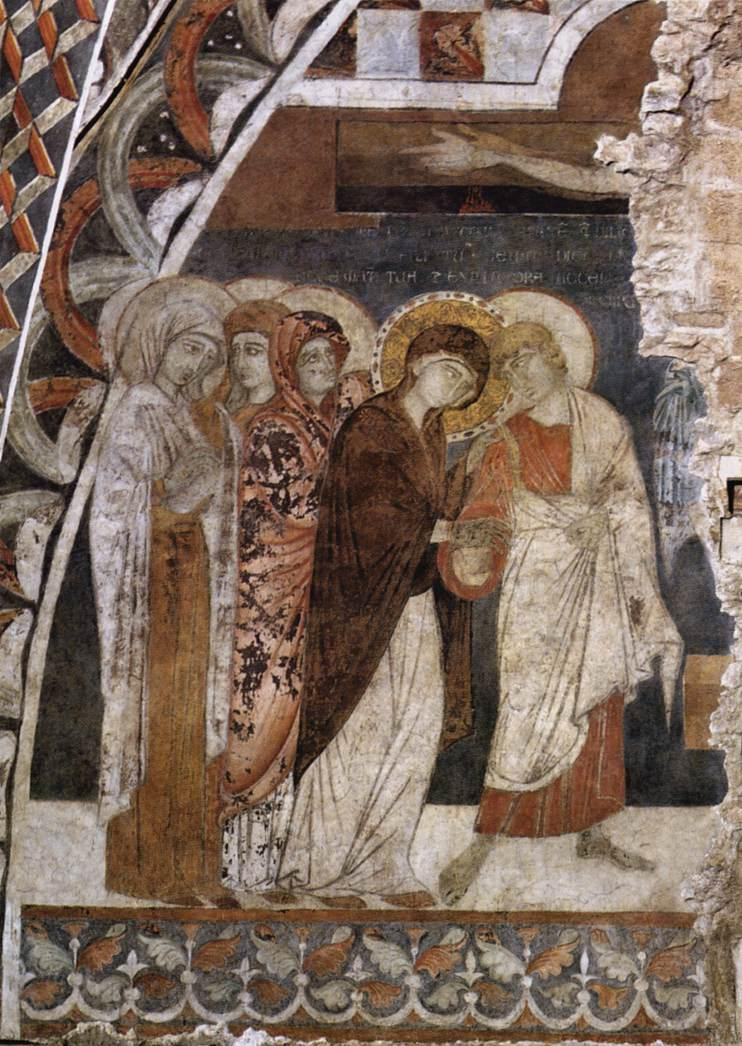
Maestro di San Francesco, frammento della Crocifissione
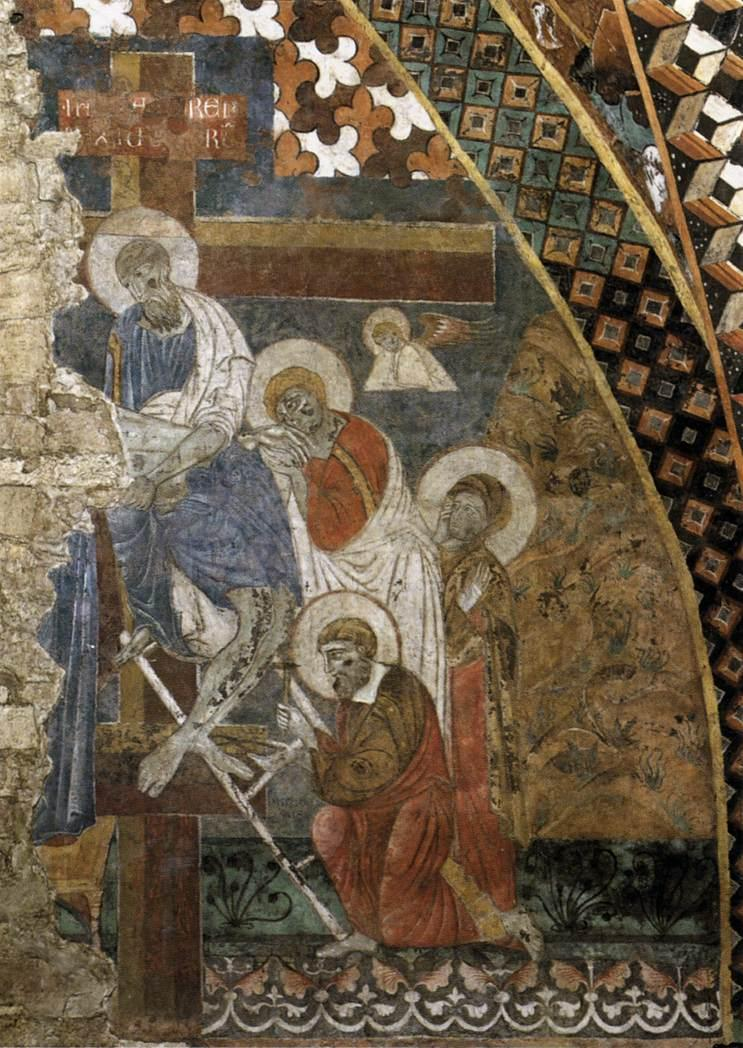
Maestro di San Francesco, Deposizione dalla croce
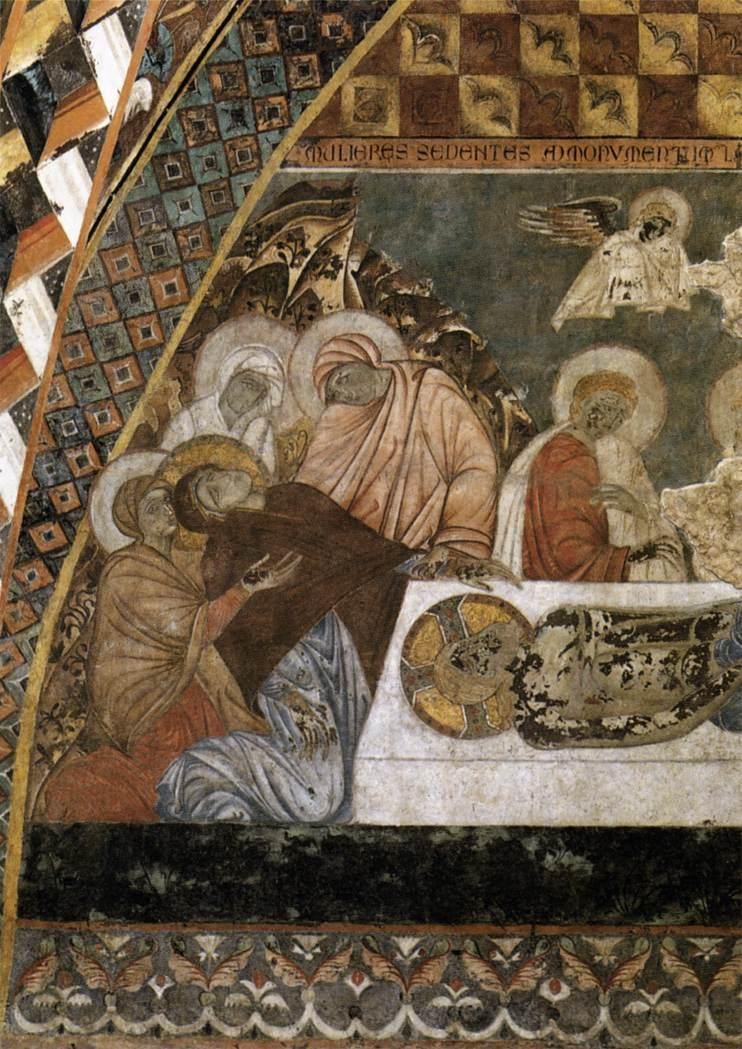
Maestro di San Francesco, Compianto sul cristo morto

Le volte a crociera sono decorate da un cielo azzurro punteggiato da grandi stelle. Sui costoloni la decorazione geometrica a colori vivaci risale pure alla metà del Duecento e riveste un particolare interesse per la sua rarità.

### Cappelle laterali di destra

#### Cappella di Santo Stefano
La prima cappella che si incontra nel lato destro della navata è detta di Santo Stefano o di San Ludovico. È decorata da un ciclo di affreschi del 1575 dall'assisano Dono Doni con Storie della vita di santo Stefano. Il sott'arco di ingresso ha figure allegoriche ad affresco seicentesche, opera di Giacomo Giorgetti (1650 circa), mentre la quadrifora presenta una vetrata trecentesca con il Redentore, la Vergine e santi, il cui disegno è attribuito a Simone Martini e la messa in opera a Giovanni di Bonino col collaboratore Angeletto da Gubbio.
Il passaggio che mette in collegamento diretto con la cappella seguente, anticamente costituente un'altra cappella dedicata a san Lorenzo, è decoratato con affreschi della seconda metà del Trecento attribuiti ad Andrea da Bologna e raffiguranti il Martirio di san Lorenzo, l'Orazione nell'orto e la Cattura di Cristo.

#### Cappella di Sant'Antonio da Padova
La seconda cappella è detta di Sant'Antonio da Padova, con affreschi di Cesare Sermei (1610) che raffigurano Santi minoriti (nell'archivolto), i Santi Francesco, Bonaventura, Chiara e Ludovico (volta), Sant'Antonio predica davanti al papa e Miracolo della mula (pareti).
La quadrifora ha una vetrata databile a poco prima del 1317. Disegnata probabilmente dai maestri giotteschi che lavoravano agli affreschi delle cappelle vicine, venne realizzata forse da Giovanni di Bonino.

#### Cappella della Maddalena

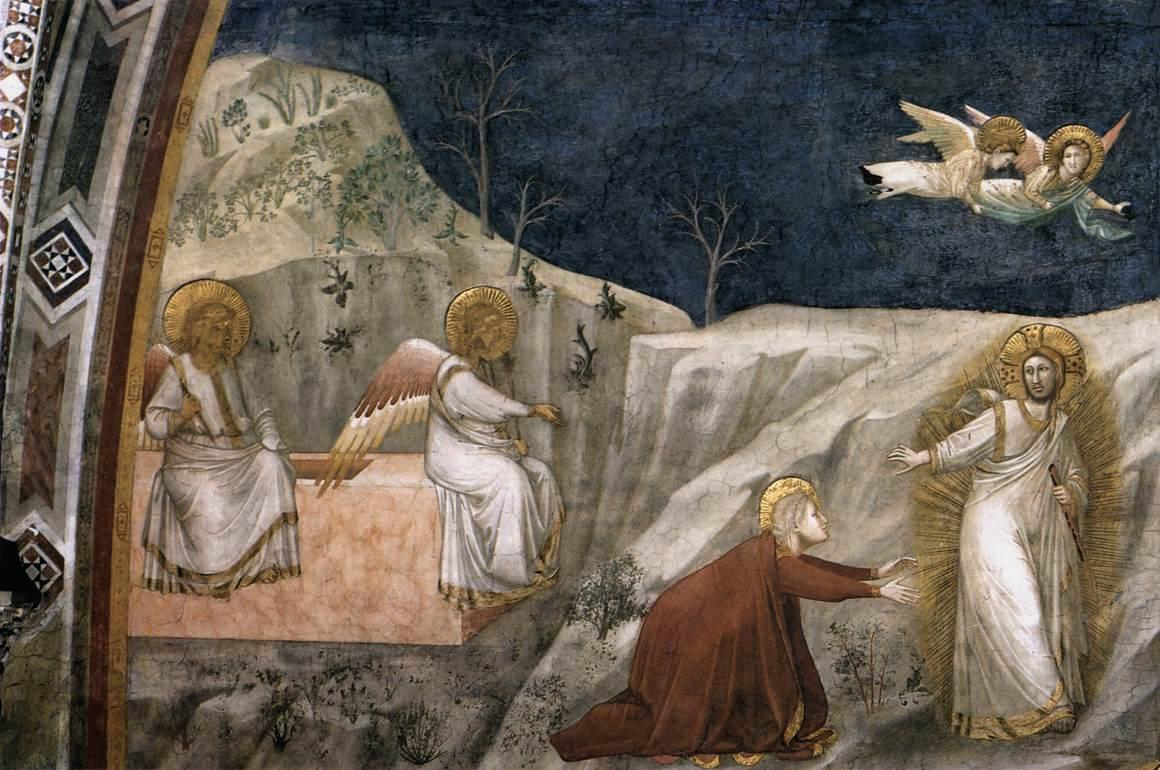
Noli me tangere, Cappella della Maddalena

Il vescovo di Assisi Tebaldo Pontano, in carica dal 1296 al 1329, commissionò la decorazione della terza cappella, detta Cappella della Maddalena a Giotto e ai suoi collaboratori, che vi lavorarono probabilmente subito dopo la Cappella degli Scrovegni di Padova, a partire dal 1305 (verosimilmente nel 1307-1308).
L'attribuzione al maestro ha avuto fasi alterne nella critica: inizialmente esclusa dalla maggior parte degli studiosi, che riferivano l'intera decorazione alla bottega o ad allievi dotati con una datazione più tarda, collocabile fino a tutti gli anni venti del Trecento e oltre, vi vennero poi evidenziati alcuni brani di particolare pregio in cui venne scorta la mano di Giotto in persona, in particolare la Resurrezione di Lazzaro, l'Approdo a Marsiglia e la Maddalena con Zosimo. Berenson si spinse a definire autografe anche la Cena in casa del Fariseo e i clipei nella volta. Altri, a partire dal Thode, ipotizzano il disegno generale del maestro con la stesura devoluta invece alla bottega.

### Cappelle laterali di sinistra

#### Cappella di San Martino
La prima cappella del lato sinistro della navata è la Cappella di San Martino. Fu costruita per il cardinale Gentile Partino da Montefiore e affrescata tra il 1313 circa e il 1318 circa dal senese Simone Martini con le storie della vita del santo.

#### Cappella di San Pietro d'Alcantara
Posta nella seconda campata, è compressa per la presenza del campanile. Oggi è decorata da sculture moderne.

#### Tribuna
Nella terza campata della navata sinistra si trova la tribuna gotica, da un lato della quale sporge un pulpito ornato da marmi policromi, colonne tortili e mosaici, opera cosmatesca del XIII secolo.
La nicchia sopra la tribuna è decorata da affreschi attribuiti a Puccio Capanna: l'Incoronazione di Maria (al centro), il Miracolo e il Martirio di san Stanislao (ai lati). San Stanislao fu proclamato santo ad Assisi nel 1253 da papa Innocenzo IV. La Crocifissione è invece di un tardo seguace di Giotto.
Sotto la tribuna l'affresco della Beata Jacopa dei Settesoli è seicentesco.

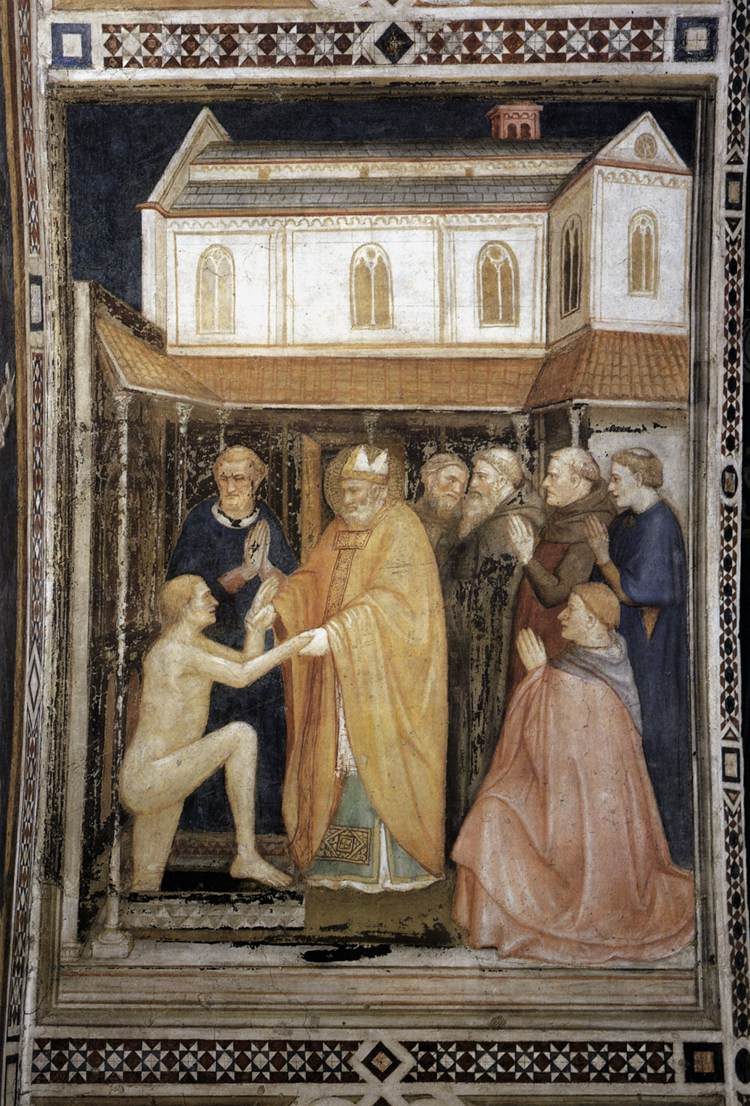
Puccio Capanna, Miracolo di san Stanislao
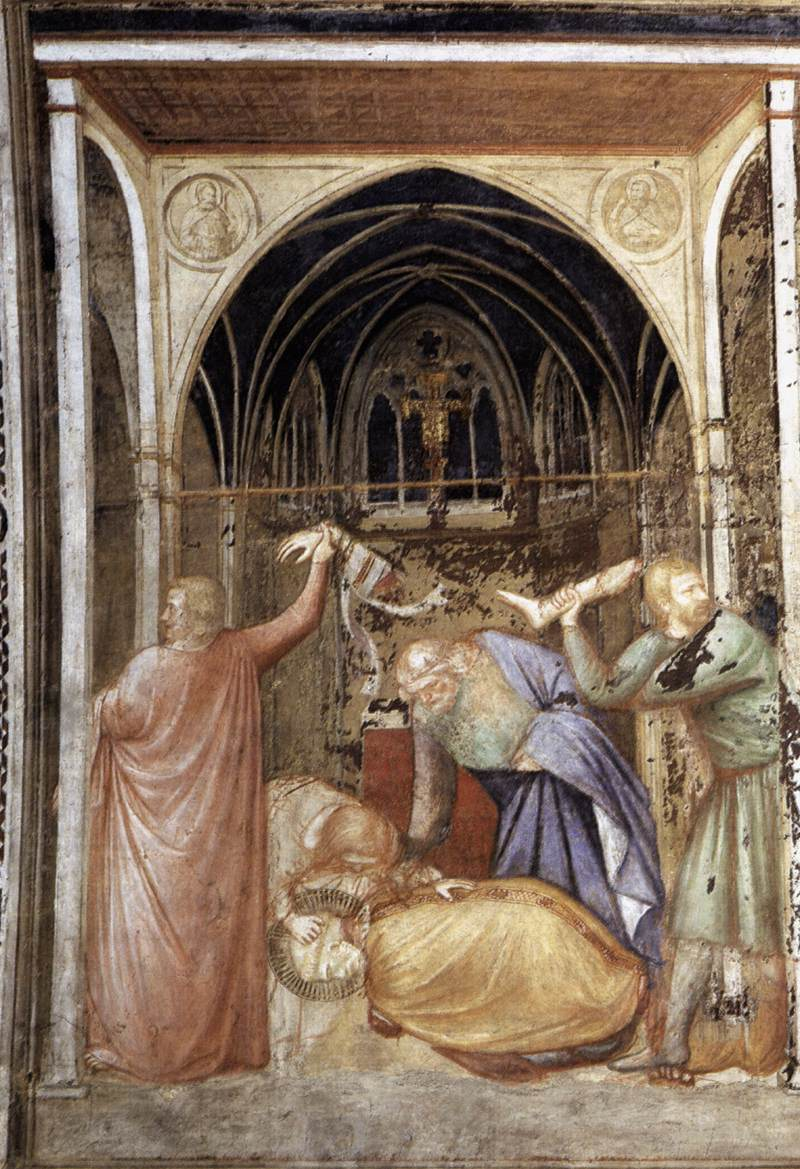
Puccio Capanna, Martirio di san Stanislao

### La cripta e la tomba del santo

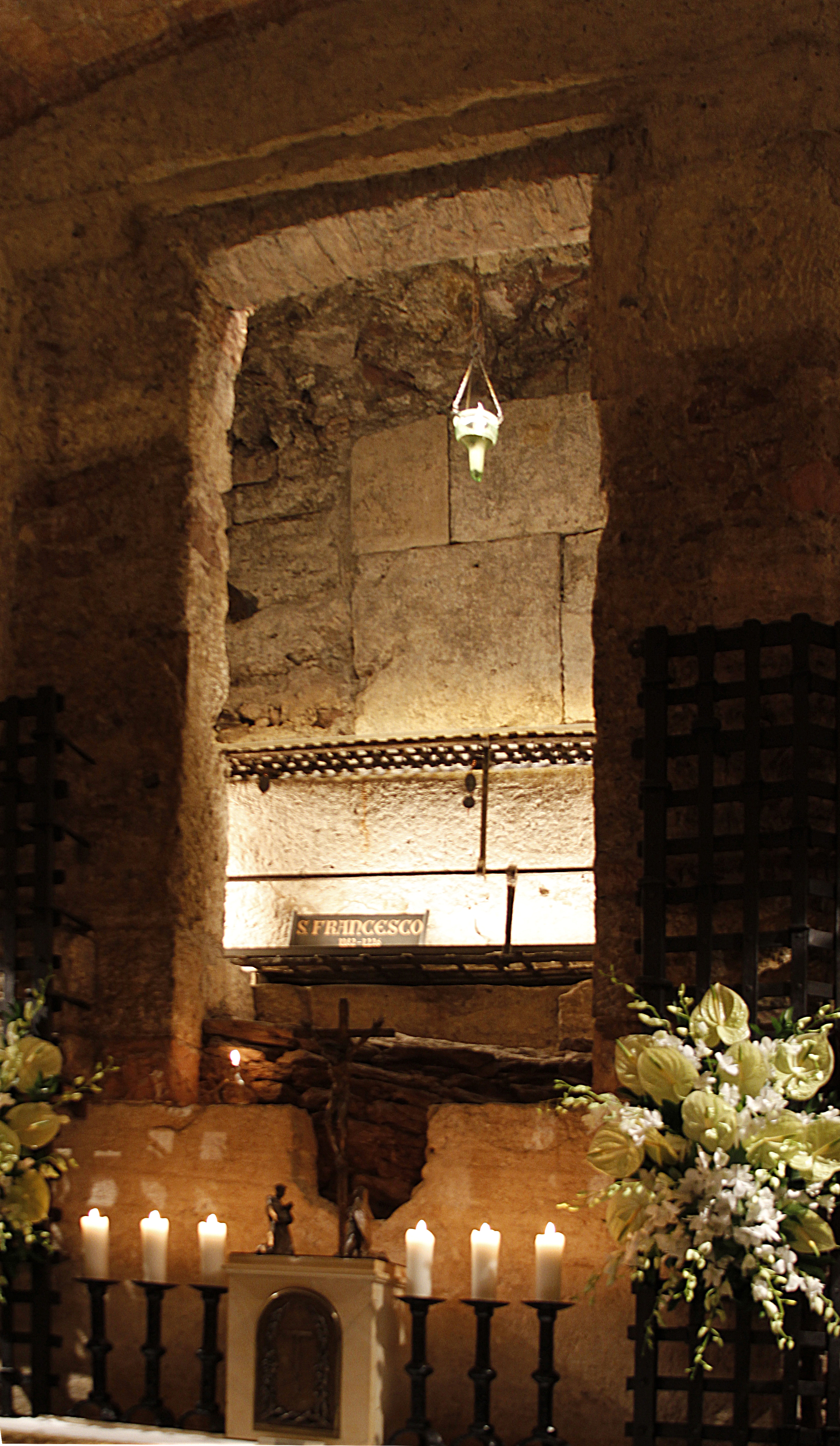
Tomba di san Francesco

A metà della navata centrale, attraverso due rampe alla cui confluenza si trova, in una nicchia, la tomba di Jacopa de' Settesoli, nobildonna romana e terziaria francescana amica di san Francesco, si scende alla cripta in cui è custodito il corpo di san Francesco. Questo luogo, il più spoglio e povero di arte, è il "cuore" della basilica. In seguito alla scoperta della tomba del santo sotto tre lastre di travertino (dicembre 1818), venne scavato questo ambiente, realizzato in stile neoclassico, su progetto dell'architetto romano Pasquale Belli. Ma lo stile contrastava troppo con il resto della basilica e quindi, tra il 1925 e il 1932, la cripta fu radicalmente modificata su progetto dell'architetto Ugo Tarchi secondo lo stile neoromanico. Oltre un piccolo vano rettangolare, zona di preghiera, si accede a un ambiente circolare con al centro la tomba di Francesco inserita in una specie di pilastro: vi si può girare attorno proprio come nel deambulatorio del Santo Sepolcro. La semplice tomba è composta da quattro rozzi muri che contengono un'urna di pietra rinchiusa da sbarre tra due griglie di ferro. A illuminare la tomba del Poverello d'Assisi c'è una lampada votiva, sempre progettata da Ugo Tarchi (1939), il cui olio che la alimenta viene donato, a rotazione, dalle venti Regioni d'Italia in occasione del 4 ottobre.
Agli angoli, entro nicchiette chiuse da grate, si trovano le tombe dei più stretti compagni di Francesco: i beati frate Leone, frate Rufino, frate Masseo e frate Angelo.
Nella cripta vi è l'organo a canne Mascioni opus 1085, costruito nel 1987. Lo strumento è a trasmissione integralmente meccanica, con 13 registri suddivisi fra l'unica tastiera (di 58 note) e la pedaliera (di 20).

### Il presbiterio e il transetto

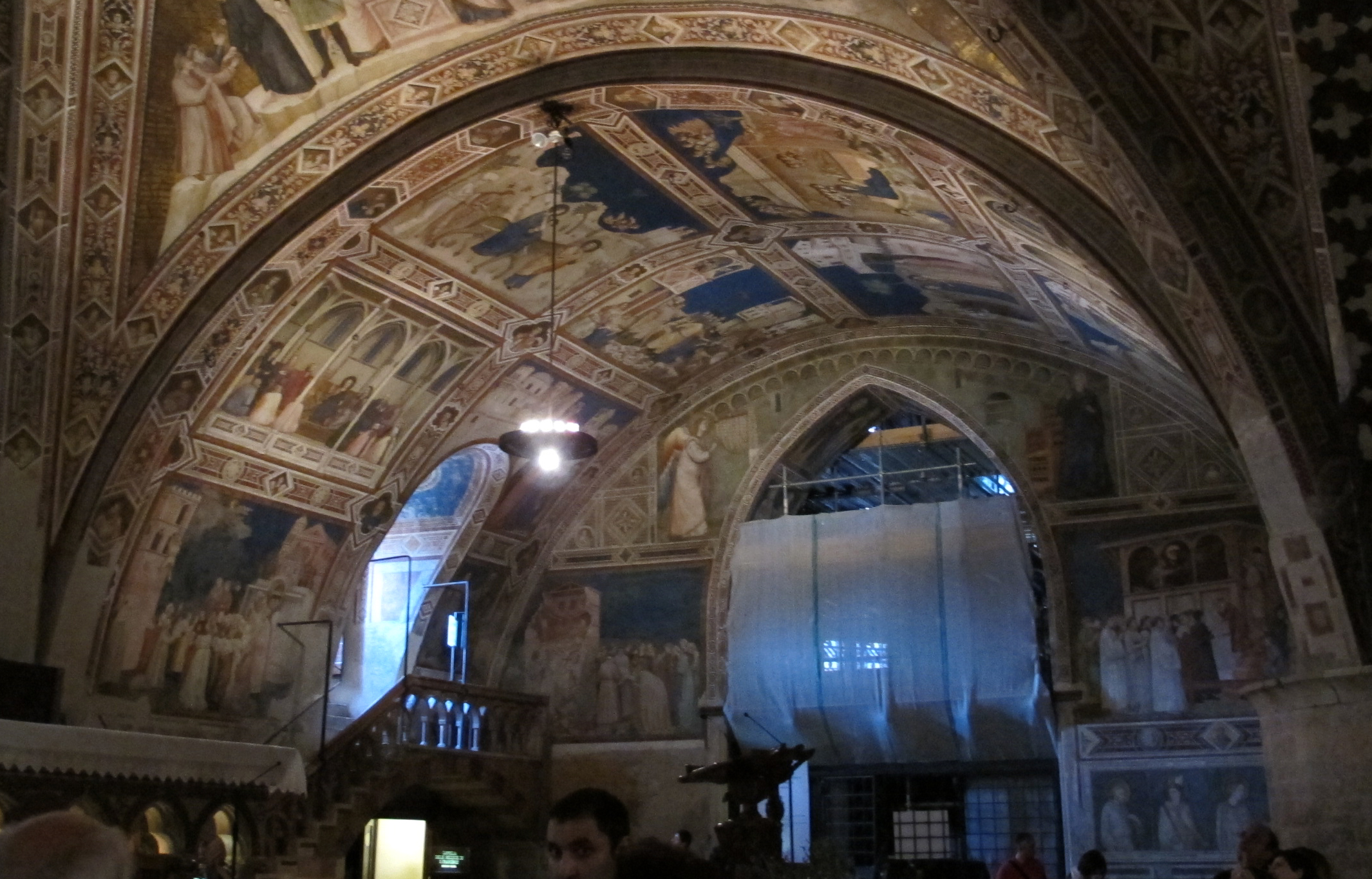
Il Transetto destro

Percorrendo la navata si giunge al presbiterio che ha al centro il solenne altare papale, consacrato nel 1253, in stile gotico, situato proprio in corrispondenza della tomba di Francesco, nella cripta. Decorato tutto intorno da colonnine con capitelli floreali reggenti archetti mosaicati, è opera attribuita a marmorari romani; la mensa è costituita da un'unica lastra di pietra bianca e, secondo la tradizione, fu donata da Giovanni di Brienne, imperatore di Costantinopoli.  Una finestrella sulla grata anteriore dell'altare permette di intravedere la tomba del santo sottostante.
Il presbiterio è coperto da una grande volta a crociera, affrescata con le Allegorie francescane di Giotto e la sua bottega, in particolare due personalità: il toscano detto Parente di Giotto e l'umbro detto Maestro delle Vele. Vi sono rappresentati San Francesco in gloria e l'Allegoria dei tre voti: obbedienza, povertà, castità (1334 circa). Il motivo decorativo si ricollega organicamente agli affreschi nelle due volte a botte del transetto, con le storie dell'Infanzia (destra) e della Passione di Cristo (sinistra), che esaltano la conformità tra Cristo e Francesco.  Le figure allegoriche sono tratte dall'Apocalisse e dall'Antico Testamento.
Nello spessore dell'arco tra presbiterio e navata si trovano i primi compagni di san Francesco entro tondi.
L'abside è semicircolare, con tre finestre su cui sono montate vetrate moderne, dell'inizio del Novecento, nel corso di un restauro di integrazione svoltosi a cura di Giuseppe Sacconi. Vi si trova un coro a stalli lignei, sono opera di artisti di area umbro-toscana (Apollonio Petrocchi da Ripatransone, Tommaso di Antonio fiorentino, Andrea di Montefalco e altri) e datati 1471. Alle pareti si trova un Giudizio Universale del Sermei (1623), dipinto al posto di un affresco trecentesco con la Gloria celeste, che Ghiberti e Vasari attribuivano al misterioso Stefano Fiorentino.
Le pareti del presbiterio sono ricoperte da una ricca decorazione pittorica, nella quale sono intervenuti i massimi artisti della pittura italiana: Cimabue, Giotto, Simone Martini, Pietro Lorenzetti: la Crocifissione e le Storie dell'infanzia di Cristo, nella parte sinistra, sono attribuite a Giotto e alla sua scuola; qui si trovano anche l'affresco di Cimabue la Maestà con quattro angeli e san Francesco, parzialmente decurtato per far posto agli altri affreschi, e una serie di Santi di Simone Martini; nella destra, le Storie della Passione di Cristo sono di Pietro Lorenzetti.

#### Le cappelle di San Nicola di Bari e di San Giovanni Battista

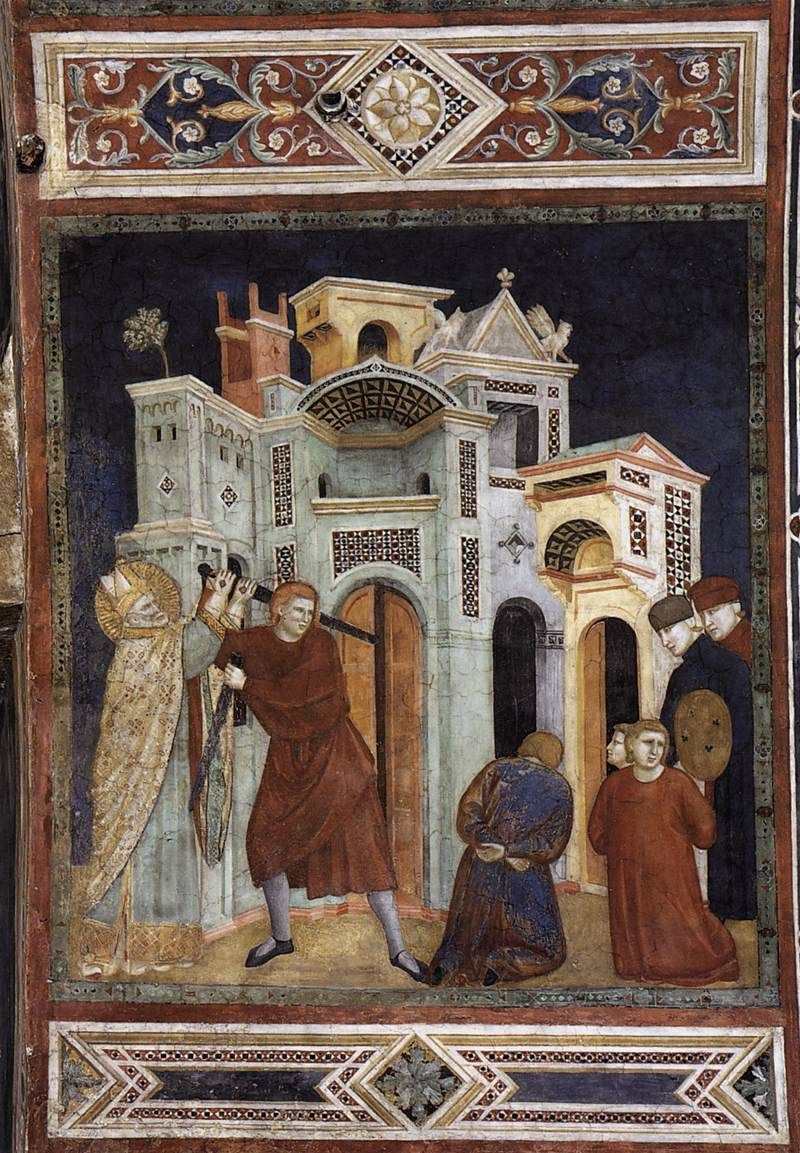
San Nicola salva tre innocenti condannati a morte, Cappella di San Nicola

Nella testata del transetto destro si apre la cappella di San Nicola, costruita alla fine del XIII secolo, con affreschi attribuiti al Maestro di San Nicola e al Maestro Espressionista di Santa Chiara.
Sul lato sinistro del transetto si entra nella cappella di San Giovanni Battista, costruita alla fine del XIII secolo su commissione del cardinale Napoleone Orsini. Sopra l'altare si trova l'affresco con la Madonna col Bambino tra i santi Giovanni Battista e Francesco di Pietro Lorenzetti.

### Sagrestie
La sagrestia principale della basilica è accessibile dal braccio sinistro della crociera. Di forma insolita, la sagrestia fu restaurata dopo un incendio nel 1952 ed è dotata di notevoli affreschi tra cui spicca la Maestà con angeli e i santi Francesco e Chiara del Maestro di Figline. Gli affreschi del 1646-1648 di Giacomo Giorgetti vennero tutti staccati nel 1952 e ora si trovano in loco.
Una porta duecentesca introduce alla cosiddetta Sagrestia segreta, ricavata nella base del campanile e decorata da armadi dai ricchi intagli di Lorenzo da Perugia (1629).

### Organi a canne

#### Organo maggiore
Nella basilica vi è l'organo a canne Mascioni opus 1074, costruito nel 1985. A trasmissione elettrica, conta 33 registri suddivisi fra le tre tastiere e la pedaliera. Le canne, senza mostra, sono tutte collocate nello spazio fra la parete dell'abside e gli schienali degli stalli del coro, che le celano completamente alla vista; la consolle, invece, si trova generalmente posizionata in coro.

#### Organo positivo
Nella basilica, collocato nella cappella di Santa Caterina a pavimento a destra dell'altar maggiore, vi è un organo positivo ad ala, costruito nel 1788 da Luigi Galligari e restaurato nel 2000. Esso è costituito da 5 registri comandati da un'unica tastiera di 45 note con prima ottava scavezza.
Attuali organisti della basilica
M° Eugenio Becchetti, primo organista e organista della "Cappella Musicale della Basilica Papale di San Francesco in Assisi"
M° Alessandro Bianconi secondo organista dal 2008

### Edifici e strutture correlate

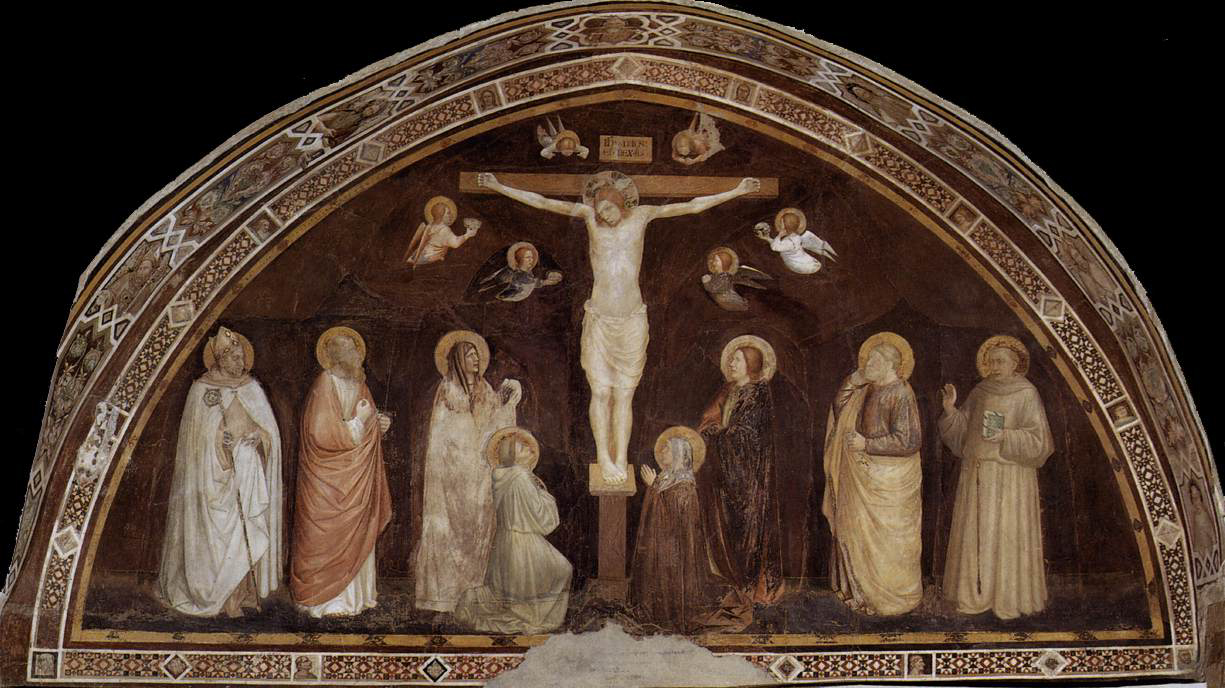
La Crocifissione di Puccio Capanna, Sala capitolare

#### Il cimitero dei frati
Attraverso una porta nella Cappella di Sant'Antonio (chiamata anche del Sacramento) si passa al piccolo chiostro del Cimitero; il pavimento e le pareti del portico sono rivestite di lastre tombali tra le quali, la più antica, risale al 1295.

#### Il chiostro di Sisto IV
Salendo due scale ai lati dell'abside della basilica inferiore, si esce su una terrazza che dà sul Chiostro grande. Il chiostro, decorato e affrescato, venne costruito nel 1476 per volontà del francescano papa Sisto IV. Nelle lunette, tra il 1564 e il 1570, Dono Doni dipinse le Storie di san Francesco. Dalla terrazza del chiostro si accede al Museo del Tesoro, che raccoglie opere e suppellettile liturgica legati alla storia della basilica. Vi si trova anche la collezione di dipinti, soprattutto fiorentini e senesi, dello storico dell'arte statunitense Frederick Mason Perkins, che donò la sua collezione ai frati nel 1955.

#### Sala capitolare (cappella delle reliquie)
Da una porta nel transetto destro, oltre l'ambulacro che gira attorno al coro, si arriva alla Sala capitolare del Palazzo pontificio voluto da Gregorio IX e realizzato tra il 1228 e il 1239. La sala è a base quadrangolare con volte a crociera importate su un pilastro centrale. È decorata da una grande Crocifissione con santi di Puccio Capanna (1340 circa). Non finita, vi si vedono i santi Ludovico di Tolosa, Paolo, Maria Vergine, Francesco, Chiara, Giovanni Evangelista, Pietro e Antonio da Padova.
Nelle vetrine si trovano varie reliquie di san Francesco. Da sinistra si vedono:
- Un calice e una patena donati dall'abate di san Benedetto a san Francesco diacono,
- Due veli in lino ricamato, usati da Jacopa dei Settesoli come sudario per Francesco durante l'agonia,
- Un cilicio appartenuto al santo,
- Un corno usato dal santo per chiamare a raccolta i fedeli,
- Una bacchetta donata dal sultano d'Egitto e usata per imporre il silenzio,
- Un reliquiario con la pelle di camoscio usata da Francesco per coprire la ferita nel costato,
- Una statuetta-reliquiario fatta con la pietra su cui il santo poggiava la testa nel sepolcro,
- Monete trovate nell'urna del santo,
- La veste bianca usata come sottotunica da Francesco durante la malattia,
- Un reliquiario in argento che contiene la "chartula fratri Leonis", ovvero un foglietto con una scritta autografa del santo, sul recto relativa a una benedizione a frate Leone (Benedictio fratris Leonis), sul recto le Laudi della Verna (Laudes Dei altissimi),
- La Regola francescana approvata da Onorio III nel 1223,
- Tonaca e cappuccio di Francesco.[13]

Tutti questi oggetti appaiono già citati in un inventario del 1338.